# Nikolaj Emanuel
Nikolaj Markovitj Emanuel (ryska: Николай Маркович Эмануэль), född 1 oktober 1915, död 8 december 1984, var en rysk fysiker. Han var professor i kemisk fysik vid Moskvas universitet. Han invaldes 27 november 1974 som utländsk ledamot av svenska Vetenskapsakademien. 